# Château Doisy-Védrines
El château Doisy-Védrines es un dominio vitícola situado en Barsac en el departamento francés de la Gironda. El vino blanco dulce que produce, dentro de la AOC Barsac, está clasificado entre los segundos "crus" dentro de la Clasificación Oficial del Vino de Burdeos de 1855.

## Historia del dominio
En la clasificación de 1855, los tres châteaux Doisy (Château Doisy Daëne, Château Doisy-Dubroca y Château Doisy-Védrines) solo eran uno. Como consecuencia de división, el nombre de Védrines se dio al château para recordar a los Caballeros de Védrines, propietarios del dominio hasta 1846. Desde mediados del siglo XIX, la propietaria es la familia Castéja.

## El terruño
Las vides son en un 80% semillón, 15% de sauvignon y 5% de muscadelle.